# Rubiataba
Rubiataba est une municipalité brésilienne de l'État de Goiás et la microrégion de Ceres.